# Mississippi Highway 35
La Mississippi Highway 35 (MS 35) è un'autostrada statale (state highway) del Mississippi.
Corre in direzione north–south per 266,73 miglia (429,26 km). Inizia al confine tra Louisiana e Mississippi e finisce ad un raccordo con la MS 315.
La MS 35 serve le contee di: Marion, Jefferson Davis, Covington, Smith, Scott, Leake, Attala, Carroll, Grenada, Tallahatchie e Panola.

## Recente danno ad un ponte
Nel 2003, un ponte a Walnut Grove è stato danneggiato da uno straripamento alluvionale dovuto a pioggia e vento. Alcuni mesi dopo il ponte fu sostituito e riaperto al traffico.

## Località lungo la strada

### Da Sud a Nord
- Columbia
- Bassfield
- Mount Olive
- Mize
- Raleigh
- Forest
- Walnut Grove
- Carthage
- Redwater
- Kosciusko
- Vaiden
- Carrollton
- Charleston
- Batesville

## Intersezioni

### Da Sud a Nord
- Louisiana Highway 21
- Mississippi Highway 48
- U.S. Highway 98
- Mississippi Highway 44 / Mississippi Highway 587
- Mississippi Highway 13
- Mississippi Highway 42
- U.S. Highway 84
- U.S. Highway 49
- Mississippi Highway 532
- Mississippi Highway 28
- Mississippi Highway 37
- Mississippi Highway 540
- Mississippi Highway 18
- Mississippi Highway 481
- Interstate 20
- U.S. Highway 80
- Mississippi Highway 21
- Mississippi Highway 487
- Mississippi Highway 488
- Mississippi Highway 16
- Mississippi Highway 429
- Mississippi Highway 25
- Mississippi Highway 14 / Mississippi Highway 19
- Natchez Trace Parkway
- Mississippi Highway 12
- Mississippi Highway 43
- Mississippi Highway 440
- U.S. Highway 51
- Mississippi Highway 430
- Interstate 55
- U.S. Highway 82
- Mississippi Highway 17
- Mississippi Highway 8 / Mississippi Highway 7
- Mississippi Highway 32
- Mississippi Highway 322
- Mississippi Highway 6 / U.S. Highway 278
- U.S. Highway 51
- Interstate 55
- Mississippi Highway 315